# Día Internacional de los Asteroides
El Día Internacional de los Asteroides es una jornada que se celebra anualmente el 30 de junio desde 2015, fue promulgada por la Asamblea General de las Naciones Unidas (AGNU) en ese mismo año.

## Proclamación
El Día del Asteroide fue fundado inicialmente el 3 de diciembre de 2014 por Brian May, astrofísico y componente del grupo Queen; la Fundación B612; el cineasta Grig Richters; y el astronauta de Apolo 9, Rusty Schweickart. Tiene como objetivo concienciar al público y promover medidas para proteger la Tierra de posibles impactos catastróficos. Un enfoque central del evento fue la publicación de la Declaración de 100X, que llama a aumentar cien veces la detección y seguimiento de asteroides. Esta declaración fue firmada por más de 100 científicos, físicos, artistas y líderes empresariales de 30 países. El 6 de diciembre de 2016, la AGNU bajo el liderazgo de la Asociación de Exploradores del Espacio (ASE por sus siglas en inglés),adoptó esta celebración, incorporandola a su calendario anual para expandir la conciencia pública sobre el peligro de impacto de los asteroides.

## Celebración
Se celebra el 30 de junio de cada año para recordar el impacto de Tunguska en 1908. Esta zona se vio sacudida por una terrible explosión que se escuchó en toda Rusia. La detonación se llevó por delante un área boscosa de unos 2.150 km² de extensión, arrancando de cuajo más de 80 millones de árboles. La primera celebración fue en 2015, con eventos para sensibilizar sobre los riesgos de impacto de asteroides y la importancia de las estrategias de comunicación y respuesta en caso de crisis. Este día incluye conferencias, talleres educativos, charlas de expertos en astronomía y ciencia planetaria, y eventos comunitarios destinados a aumentar la conciencia pública y fomentar el interés en la ciencia y la investigación espacial,. Un ejemplo de las actividades desarrolladas fue en 2017,  cuando el planeta menor 248750 fue nombrado oficialmente Asteroidday por la Unión Astronómica Internacional.

## Convocatorias y temas
- 2015-2021: (sin tema oficial)[7][9][10][11][12][13][14]
- 2022: Small and beautiful,[15][16]('Pequeño y bonito')
- 2023: Defence, Discovery, and Driven Resources,[17] ('Defensa, descubrimiento y recursos impulsados')
- 2024: (sin tema oficial)[18]